# Wiener Tschuschenkapelle

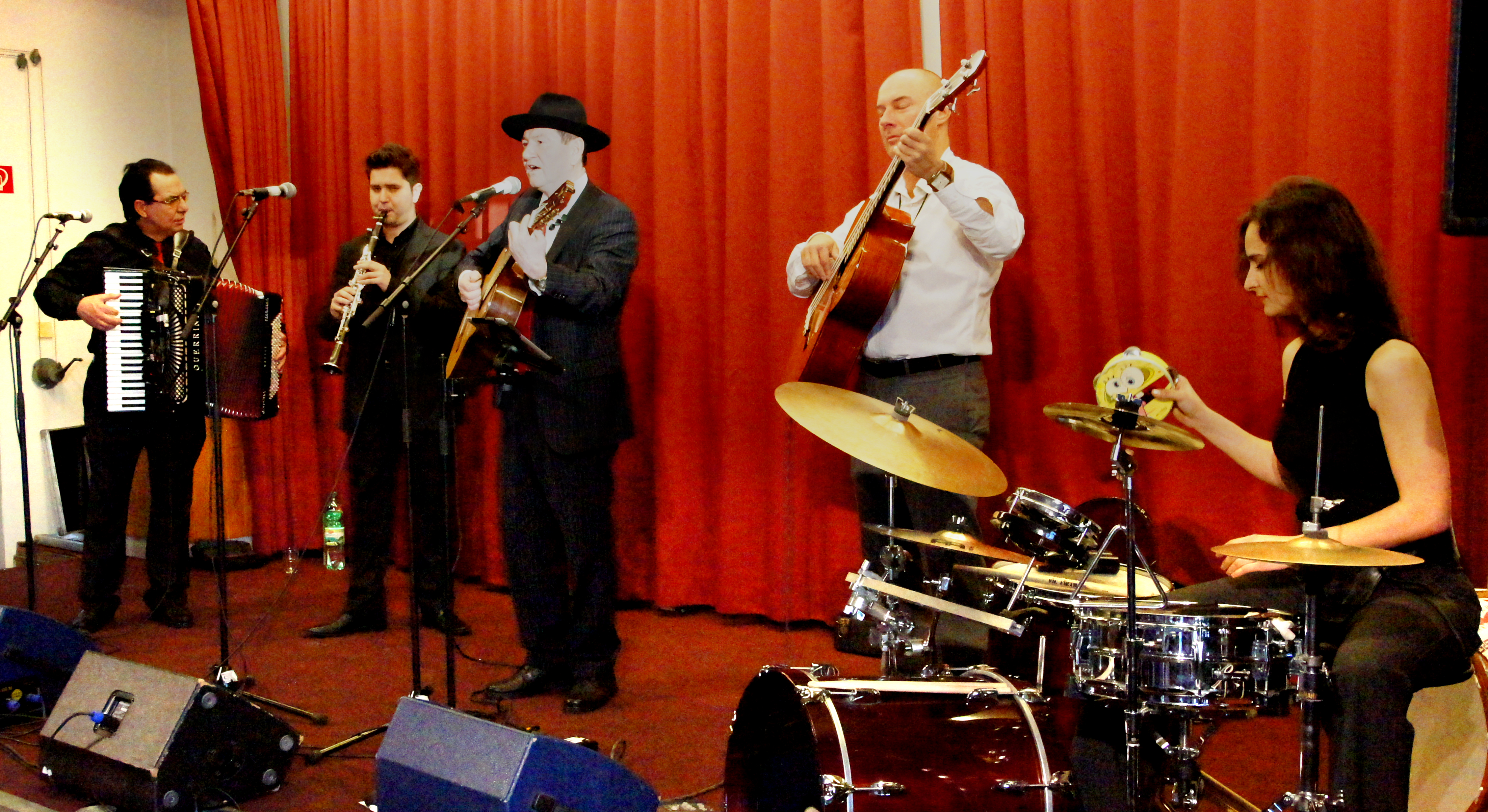
Wiener Tschuschenkapelle (2013)

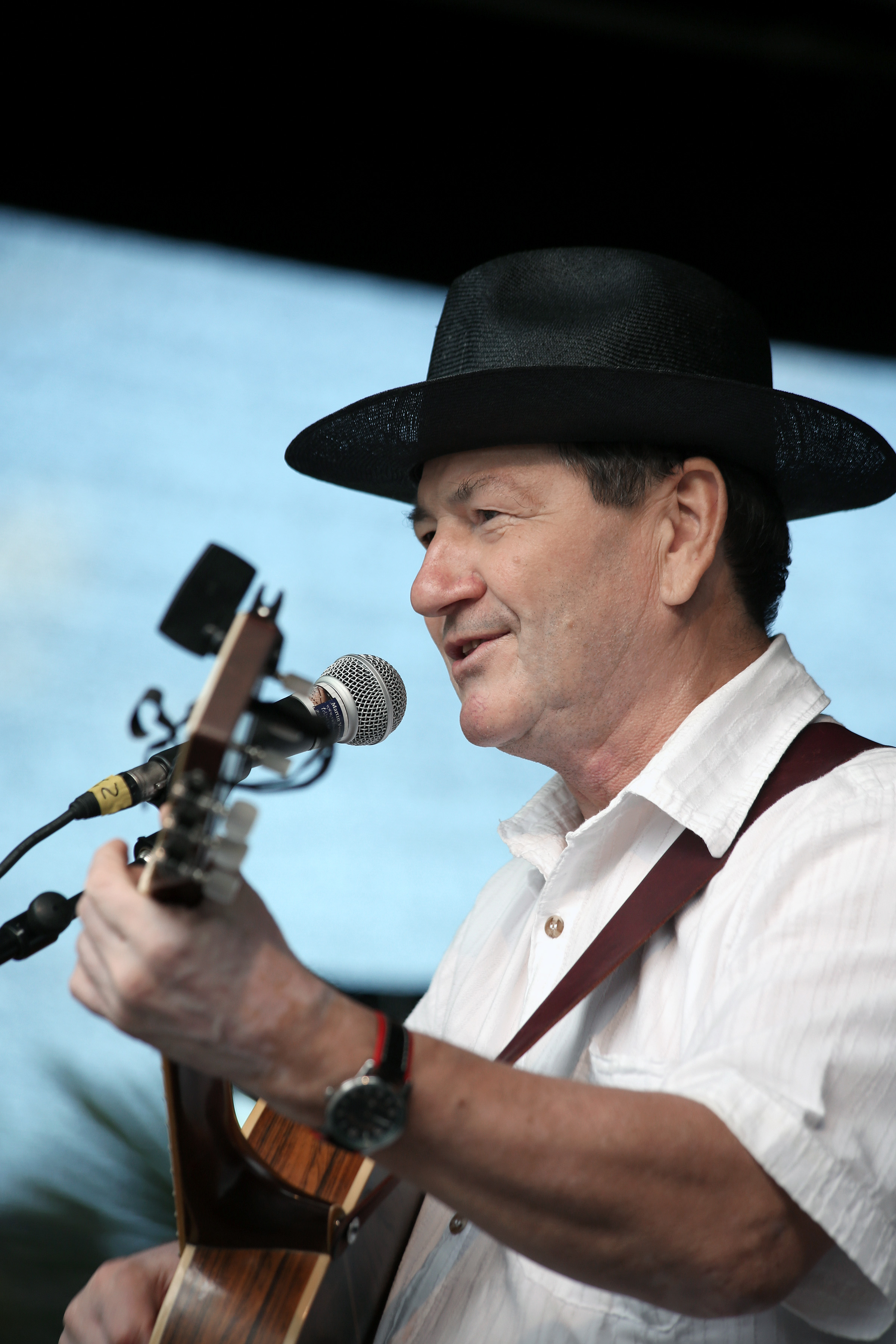
Slavko Ninić (2014)

Die Wiener Tschuschenkapelle ist eine Ethno-, Balkan- und Weltmusik-Band, die im Jahr 1989 in Wien gegründet wurde. Seit 2002 spielt die Band mit dem Bandleader und Sänger Slavko Ninić in konstanter Besetzung. Das Repertoire der Formation umfasst traditionelle Musik aus den Ländern des ehemaligen Jugoslawien bis hinunter nach Griechenland und die Türkei. So waren auf ihrem 1989 erschienenen Album das bosnische Volkslied Moj dilbere, das aus Mazedonien stammende Lied Bolen leži mlad Stojan sowie das türkische Lied Gidemem ben zu hören. Es sind immer wieder Elemente des griechischen Rembetiko, der Romamusik und der Klassik vertreten,  man spielt aber auch Lieder aus Russland und der Ukraine, sowie auch aus ihrer neuen Heimat Österreich, wie z. B. das Wienerlied "Erst wann's aus wird sein", "Haus am Wasser" von Arik Brauer oder "Wiesmather Watschentanz" von Gerhard Blaboll. Slavko Ninić und Hidan Mamudov bringen immer wieder auch eigene Lieder ins Repertoire, wie das melodiöse Weihnachtslied "Zeitbestimmung", "Des is Wien" (beide Texte Gerhard Blaboll) oder "Kolo flott".
Den Namen Wiener Tschuschenkapelle (ursprünglich Erste Wiener Tschuschenkapelle) wählte der Kroate Ninić, um unter anderem dem Schimpfwort Tschusch durch ironische Selbstbezeichnung seine Härte zu nehmen (Melioration).
Die Wiener Tschuschenkapelle spielte mit den Wienern Philharmonikern in der Wiener Staatsoper, unter anderem in der Millenniumsnacht 2000. Weltweit spielte die Band spielt bisher u. a. in Zimbabwe, Marokko, Tunesien, Brasilien, Kanada, USA, in Europa fast überall; sie tritt aber regelmäßig in und um Wien auf. Als Gäste werden öfters der Sänger und Entertainer Willi Resetarits, der Sänger und Akkordeonist Otto Lechner oder der Schriftsteller und Kabarettist Gerhard Blaboll eingeladen.
2008 tourte die Wiener Tschuschenkapelle als Botschafter des Interkulturellen Dialogs quer durch den Balkan. Diese Konzertreise wurde im Auftrag des ORF dokumentiert im Film „Balkan Blues“ von Wolfgang Beyer. Die bisher letzte Auslandstour war im Jahr 2016 nach New York.
2018 ging ein langgehegter Wunsch des Bandleaders Slavko Ninić in Erfüllung: Nach vierzehn Tonträgern mit „tschuschischen“ Inhalten nahm die Wiener Tschuschenkapelle eine CD mit Musik ausschließlich aus Österreich auf. Von Mozarts Papageno über Lieder von Willi Resetarits und Gerhard Blaboll bis hin zu verschiedensprachigen Volksliedern zeigen sie den musikalischen Reichtum Österreichs und die verbindende Kunst der Musik - zwei Anliegen, die den musizierenden "Tschuschen" besonders am Herz liegen.

## Musiker (Besetzung seit 2002)
- Slavko Ninić (Moderation, Gesang, Gitarre)
- Mitke Sarlandžiev (Akkordeon, Gesang)
- Hidan Mamudov (Klarinette, Saxophon, Gesang)
- Maria Petrova (Schlagzeug, Perkussion)
- Jovan Torbica (Kontrabass, E-Bass)

## Diskografie
CDs
- Vol. 1, 1989
- Wr.Tschuschenkapelle ("die Schwarze"), Extraplatte 108-2, 1990
- Wr.Tschuschenkapelle (2), Extraplatte 147-2, 1992
- G'rebelt - Live, Extraplatte 205-2, 1994
- Wie schoen Österreich ist, Extraplatte 305-2, 1997
- …und davon - live, Extraplatte 405-2, 2001
- Exil, Extraplatte, 505-2, 2003
- 15 Jahre Wiener Tschuschenkapelle, ORF Ö1, 2004
- Tschuschen A CAPPELLA, TNT 01, 2005
- BEST OF Wiener Tschuschenkapelle, TNT 02, 2006
- Bosanske sevdalinke, bosnische Sevdah-Liebeslieder, zusammen mit Jovica Petković, TNT 03, 2007
- Haus am Wasser, TNT 04, 2010
- Live von der Donauinsel, TNT 05, 2013
- Die Patriotische, TNT 07, 2018

DVD
- 25 Jahre Wiener Tschuschenkapelle, TNT 06, 2014

Für ihren Tonträger …und davon live erhielt die Gruppe in der Rubrik „Ethno, world“ den Preis der Deutschen Schallplattenkritik.